# ماورو فيري
ماورو فيري (بالإيطالية: Mauro Ferri)‏ هو محامي وقاضي وسياسي إيطالي، ولد في 15 مارس 1920 في روما في إيطاليا، وتوفي بنفس المكان في 29 سبتمبر 2015. حزبياً، نشط في الحزب الاشتراكي الإيطالي.

## مناصب
- في انتخابات البرلمان الأوروبي 1979، انتخب عضو في البرلمان الأوروبي عن دائرة إيطاليا لترشحه ضمن   قائمة الحزب الاشتراكي الديمقراطي الإيطالي [الإنجليزية]‏، وقد انضم خلال فترته النيابية (17 يوليو 1979 – 23 يوليو 1984)  للكتلة البرلمانية التحالف التقدمي للاشتراكيين والديمقراطيين.
- انتخب وزير التنمية الاقتصادية ‏ (26 يونيو 1972 – 8 يوليو 1973).
- انتخب judge of the Constitutional Court of Italy  [لغات أخرى]‏ ( – 3 نوفمبر 1996).
- انتخب عضو مجلس النواب في الجمهورية الإيطالية (1953 – 1976).
- انتخب عضو في البرلمان الأوروبي (1979 – 1984).